# AVR (Unternehmen)

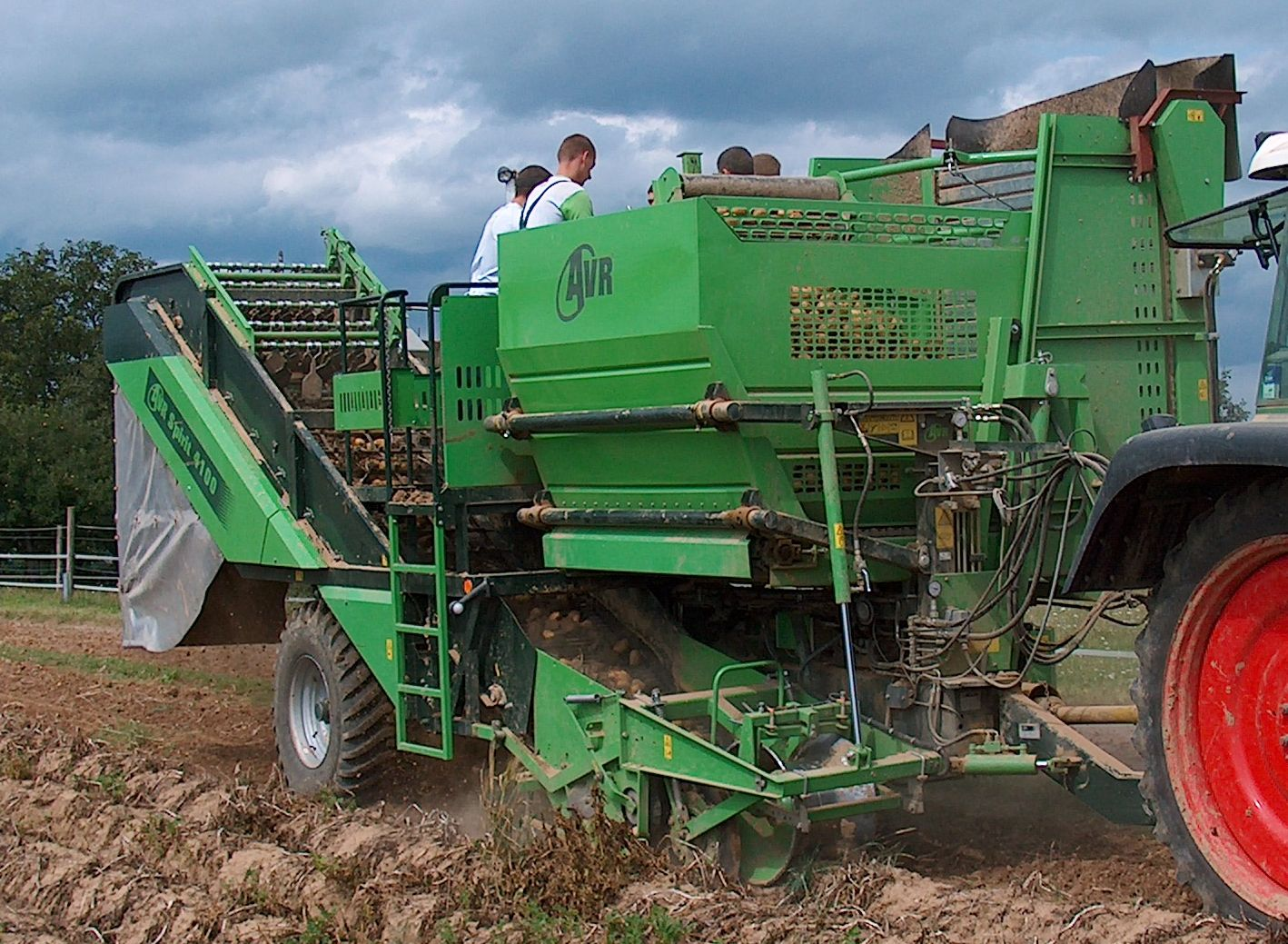
Traktorgezogener Kartoffelvollernter

Die AVR bvba mit Sitz im belgischen Roeselare ist ein Hersteller von traktorgezogenen sowie selbstfahrenden Landmaschinen, vor allem aus dem Bereich der Kartoffeltechnik. Zu den Produkten gehören neben Kartoffelrodern auch die weitere Technik, die zum Kartoffelanbau benötigt wird, so zum Beispiel Fräsen, Kartoffellaubmulcher und Einlagerungstechnik.

## Geschichte
Im Jahr 1849 wurde die Schmiede der Familie Vansteenkiste eröffnet. Zunächst wurden Handarbeitsgeräte für Landwirtschaft und Gartenbau hergestellt. In den 1950er Jahren fing man an einreihge Kartoffelroder zu bauen. Ende der 1960er Jahre nahm Norbert Nollet eine Stelle als Technischer Ingenieur an. 1973 übernahm er die Firma und benannte sie nach Alfons Vansteenkiste aus Roeselare AVR. 1983 spaltete man die Firma in AVR tools für die Handarbeitsgeräte sowie AVR Machinery für die Landmaschinen. Die Netagco Holding übernahm 1998 AVR. Zusammen mit weiteren Firmen wurde Netagco so zu einem bedeutenden Hersteller in dieser Sparte. Der Name wurde in Netagco AVR gewandelt. 2002 beschloss Netagco die Produktion der Rumpstad-Produkte in den Niederlanden zu beenden und diese auf die anderen Unternehmen der Holding aufzuteilen. 2003 kam die Insolvenz der Netagco Holding. Die Familie Nollet kaufte die Firma daraufhin zurück und nannte sie wieder AVR. 2008 wurde eine neue Montagehalle für die Selbstfahrer errichtet. AVR behauptet von sich, der am längsten existierende Hersteller in der Kartoffelsparte zu sein. 
Der aktuelle Selbstfahrer Puma 4.0 verfügt über eine Antriebsleistung von 469 PS.